# Russell Moore and IIIrd Tyme Out
Russell Moore and IIIrd Tyme Out est un groupe de bluegrass qui fut créé en mai 1991 à Cumming en Géorgie, par le guitariste et chanteur Russell Moore, le violoniste Mike Hargrove et le bassiste Ray Deaton qui venaient de quitter le groupe Doyle Lawson & Quicksilver. Le répertoire originel du groupe s'appuyait sur des morceaux qui avaient été rendus populaire par des artistes tels que  Bill Monroe, Charlie Monroe, The Carter Family, The Delmore Brothers, et Hank Williams, mais aussi sur des classiques du Gospel. La qualité des harmonies vocales alliées à un son dynamique en ont fait, depuis le milieu des années 1990, l'un des groupes de bluegrass les plus demandés par le public. Russell Moore and IIIrd Tyme Out est titulaire d'une impressionnante liste de récompenses qui leur ont été décernées par leurs pairs ou par les fans de bluegrass.

## Russell Moore
Russell Moore est né le 21 décembre 1963 dans une famille qui résidait à Pasadena . Russell Moore et ses parents furent initiés au bluegrass par des cousins et ces derniers devinrent rapidement mordus au point de se rendre en Louisiane ou en Oklahoma afin d'assister à des festivals. La mère de Russell Moore commandait des disques dans le catalogue de County Sales que le jeune garçon écoutait sans relâche. Vers l'âge de onze ans, il commença à apprendre la guitare en autodidacte et à rêver d'une carrière de musicien de bluegrass. Russell Moore considère que l'écoute de l'album « Voices In Bluegrass » que les Osborne Brothers publièrent en 1973 fut le principal déclencheur de sa passion.

« Sa voix me transportait réellement. Leurs arrangements musicaux et le choix des chansons y participait aussi, mais c'était d'abord la voix de Bobbie qui me conduisait à penser "j'aimerai faire ça pendant un bon bout de temps",. »

— Russell Moore.
Quand il était jeune homme, Russell Moore a joué dans plusieurs groupes de la région de Pasadena dont les Bluegrass Ramblers Of Texas, avant de participer, en 1982, à la création du groupe Southern Connection à Arlington au Texas. Après deux ans passés à Arlington, le groupe s'installa à Asheville en Caroline du Nord.
En 1985, Russell Moore rejoignit Doyle Lawson & Quicksilver avec lesquels il travailla pendant six ans. Doyle Lawson enregistra, en 1990, la première chanson qui fut publiée par Russell Moore (« Dreaming Of You » sur l'album « My Heart Is Yours ».
Russell Moore et son épouse Carol se sont mariés le 16 novembre 1985 et résident à Cumming en Géorgie. Ils ont deux enfants : Taylor et Spencer. Russell Moore est l'un des copropriétaires de Chateau Music Group où il travaille quand il n'est pas en tournée.

## Évolution de la composition du groupe
| Année | Titre de l'album               | Chant         | Guitare       | Mandoline    | Banjo           | Violon         | Basse            |
| ----- | ------------------------------ | ------------- | ------------- | ------------ | --------------- | -------------- | ---------------- |
| 1991  | IIIrd Tyme Out                 | Russell Moore | Russell Moore | Alan Bibey   | Terry Baucom    | Mike Hartgrove | Ray Deaton       |
| 1992  | Puttin' New Roots Down         | Russell Moore | Russell Moore | Alan Bibey   | Terry Baucom    | Mike Hartgrove | Ray Deaton       |
| 1994  | Grandpa's Mandolin             | Russell Moore | Russell Moore | Wayne Benson | Barry Abernathy | Mike Hartgrove | Ray Deaton       |
| 1995  | Letter to Home                 | Russell Moore | Russell Moore | Wayne Benson | Steve Dilling   | Mike Hartgrove | Ray Deaton       |
| 1998  | Live at the MAC                | Russell Moore | Russell Moore | Wayne Benson | Steve Dilling   | Mike Hartgrove | Ray Deaton       |
| 1999  | John & Mary                    | Russell Moore | Russell Moore | Wayne Benson | Steve Dilling   | Mike Hartgrove | Ray Deaton       |
| 2001  | Back to the MAC                | Russell Moore | Russell Moore | Wayne Benson | Steve Dilling   | Mike Hartgrove | Ray Deaton       |
| 2002  | Singing on Streets of Gold     | Russell Moore | Russell Moore | Wayne Benson | Steve Dilling   | Greg Luck      | Ray Deaton       |
| 2004  | The Best Durn Ride             | Russell Moore | Russell Moore | Wayne Benson | Steve Dilling   | Greg Luck      | Ray Deaton       |
| 2006  | Round III at the MAC           | Russell Moore | Russell Moore | Alan Perdue  | Steve Dilling   | Justen Haynes  | Ray Deaton       |
| 2009  | Russell Moore & IIIrd Tyme Out | Russell Moore | Russell Moore | Wayne Benson | Steve Dilling   | Justen Haynes  | Edgar Loudermilk |
| 2011  | Prime Tyme                     | Russell Moore | Russell Moore | Wayne Benson | Steve Dilling   | Justen Haynes  | Edgar Loudermilk |